# Veronicastrum japonicum
Veronicastrum japonicum är en grobladsväxtart som först beskrevs av Takenoshin Nakai, och fick sitt nu gällande namn av T. Yamazaki. Veronicastrum japonicum ingår i släktet kransveronikor, och familjen grobladsväxter.

## Underarter
Arten delas in i följande underarter:
- V. j. albiflorum
- V. j. album
- V. j. australe
- V. j. humile

## Bildgalleri

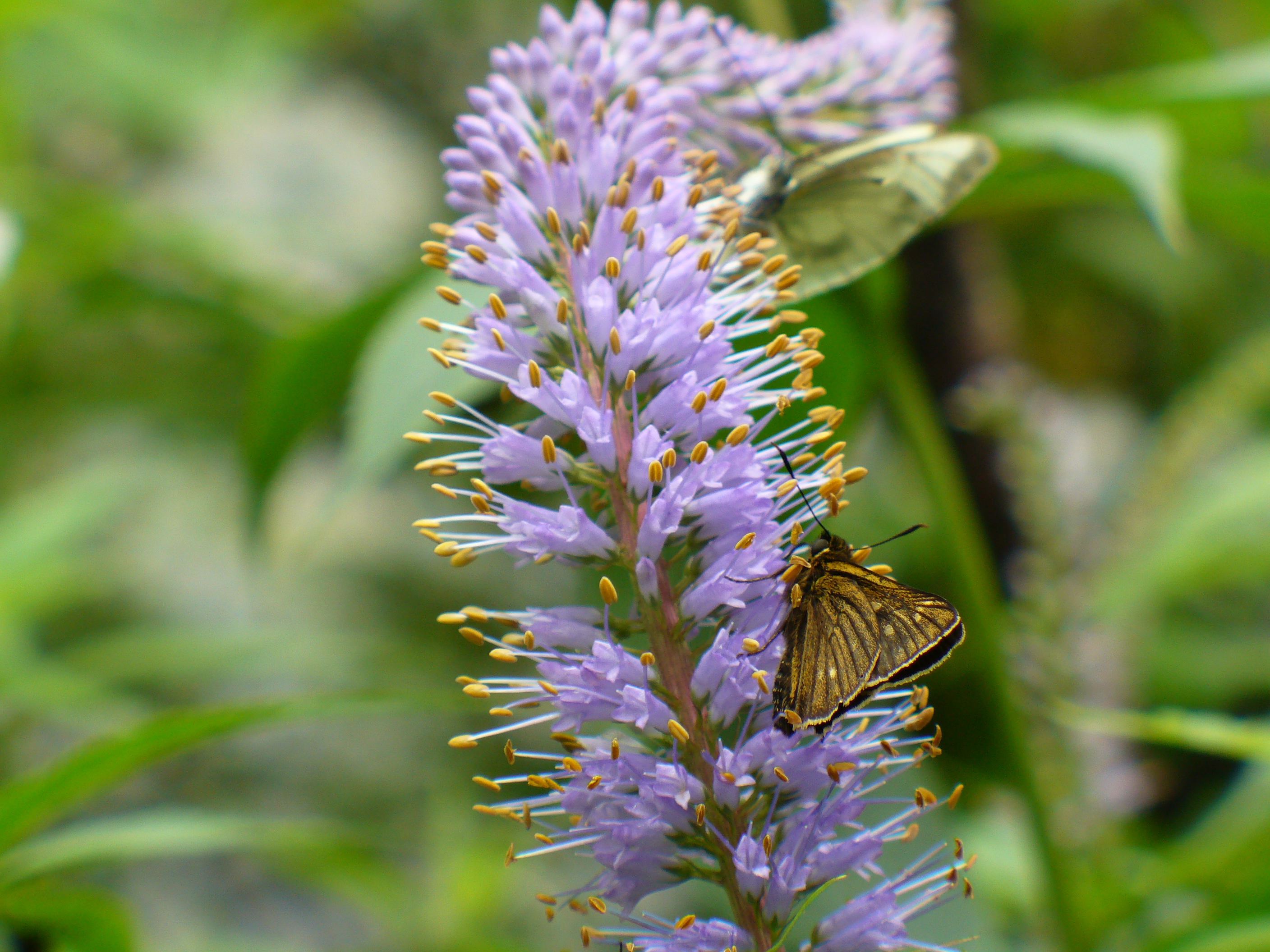
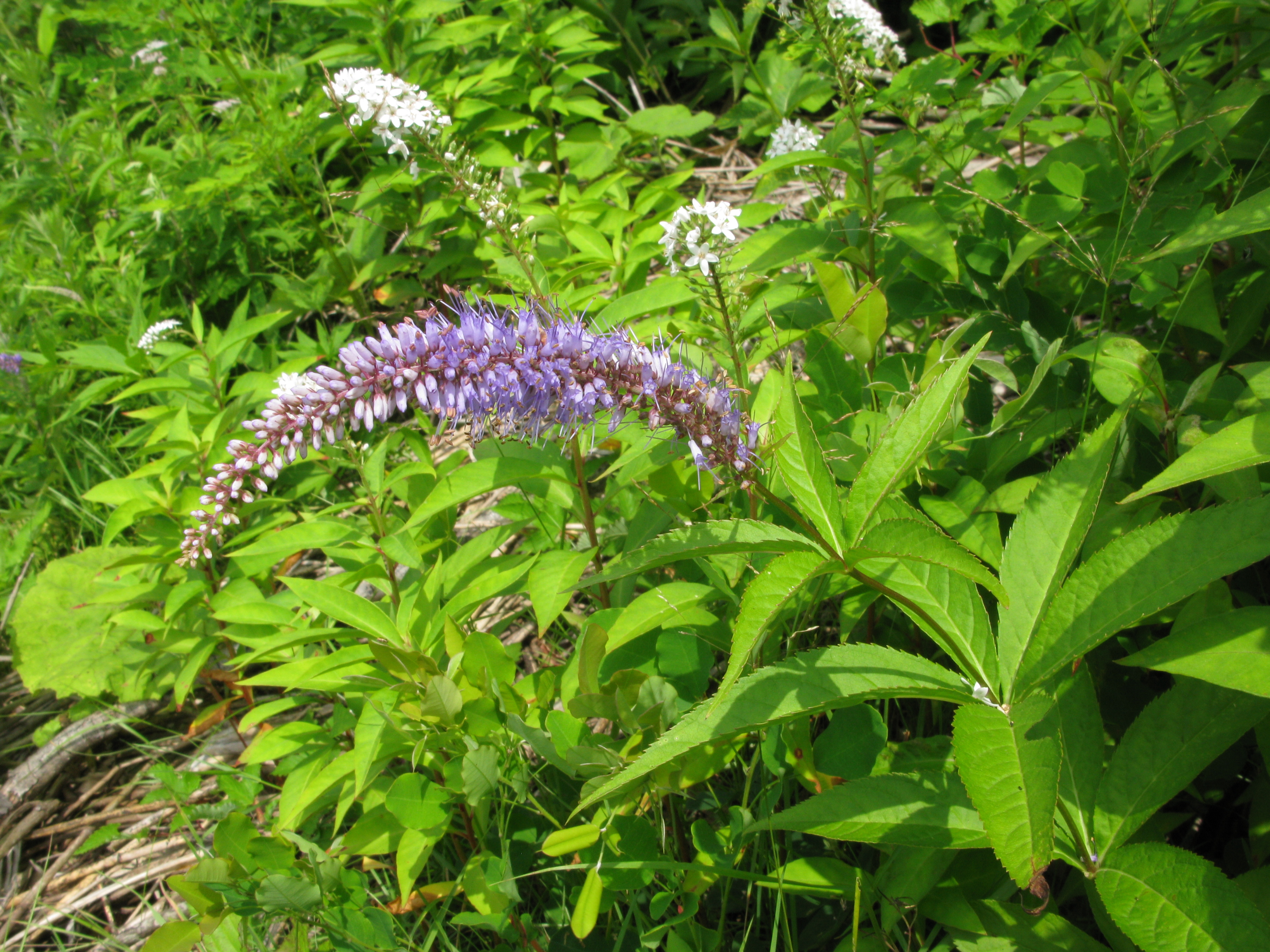
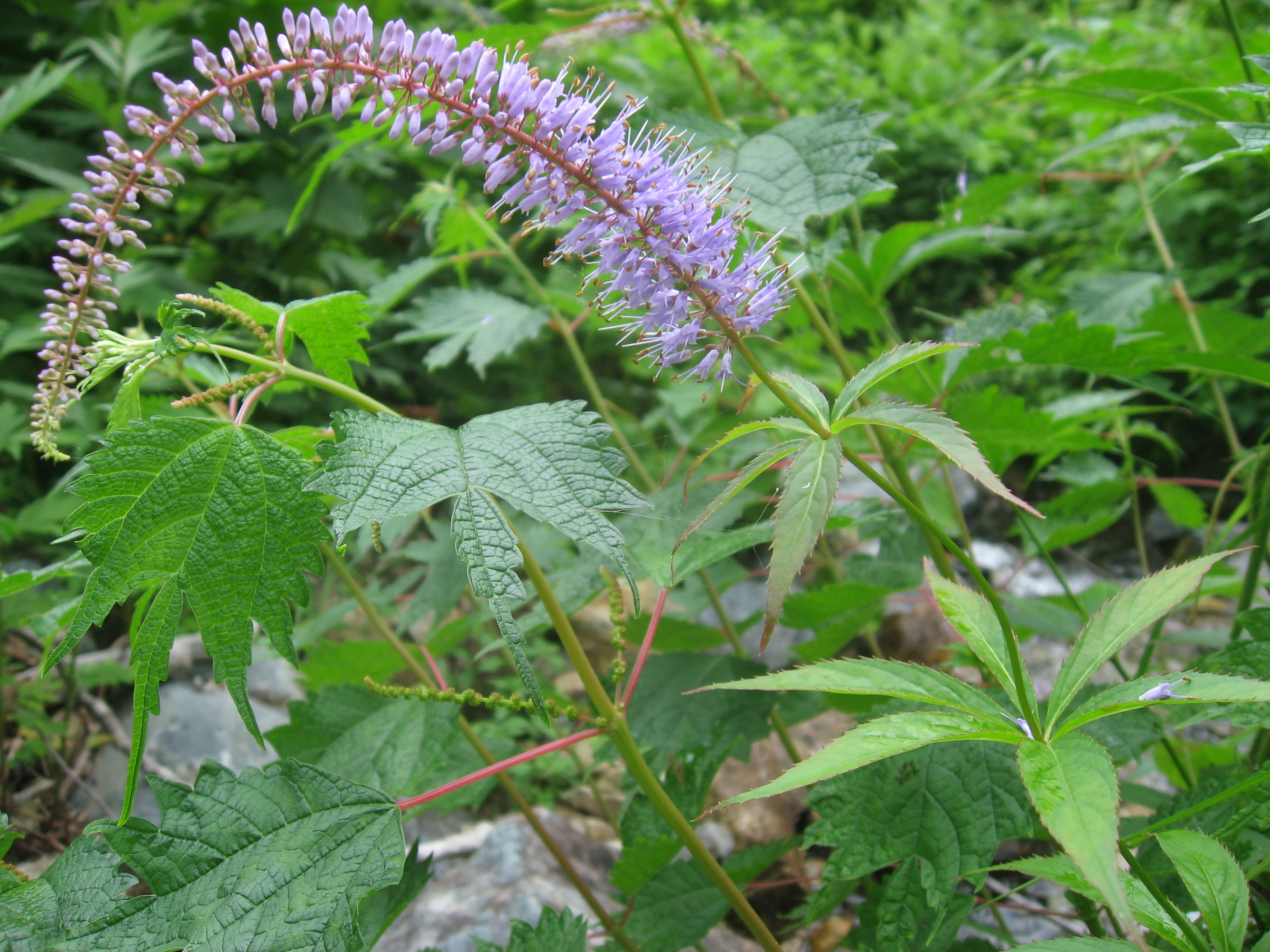
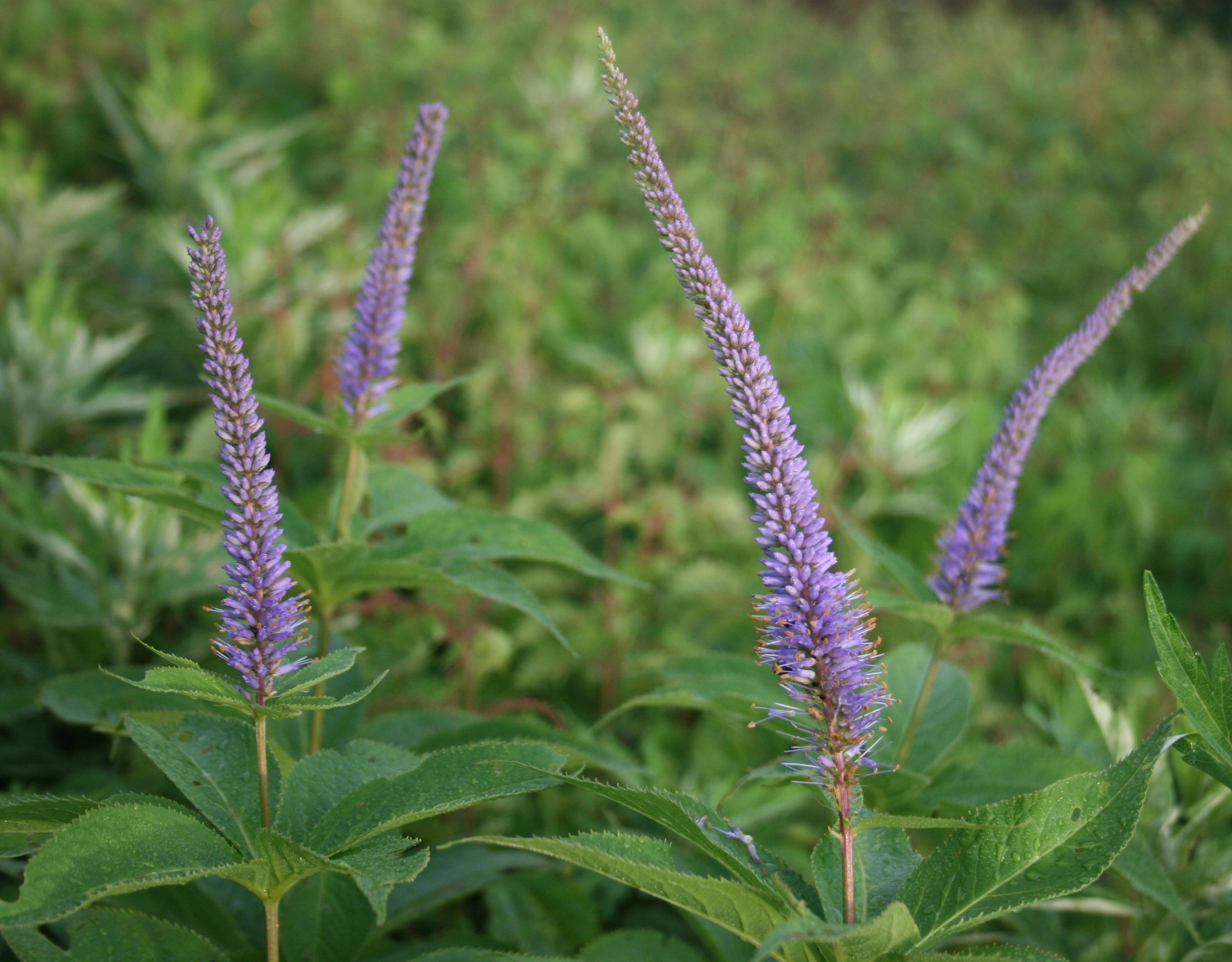
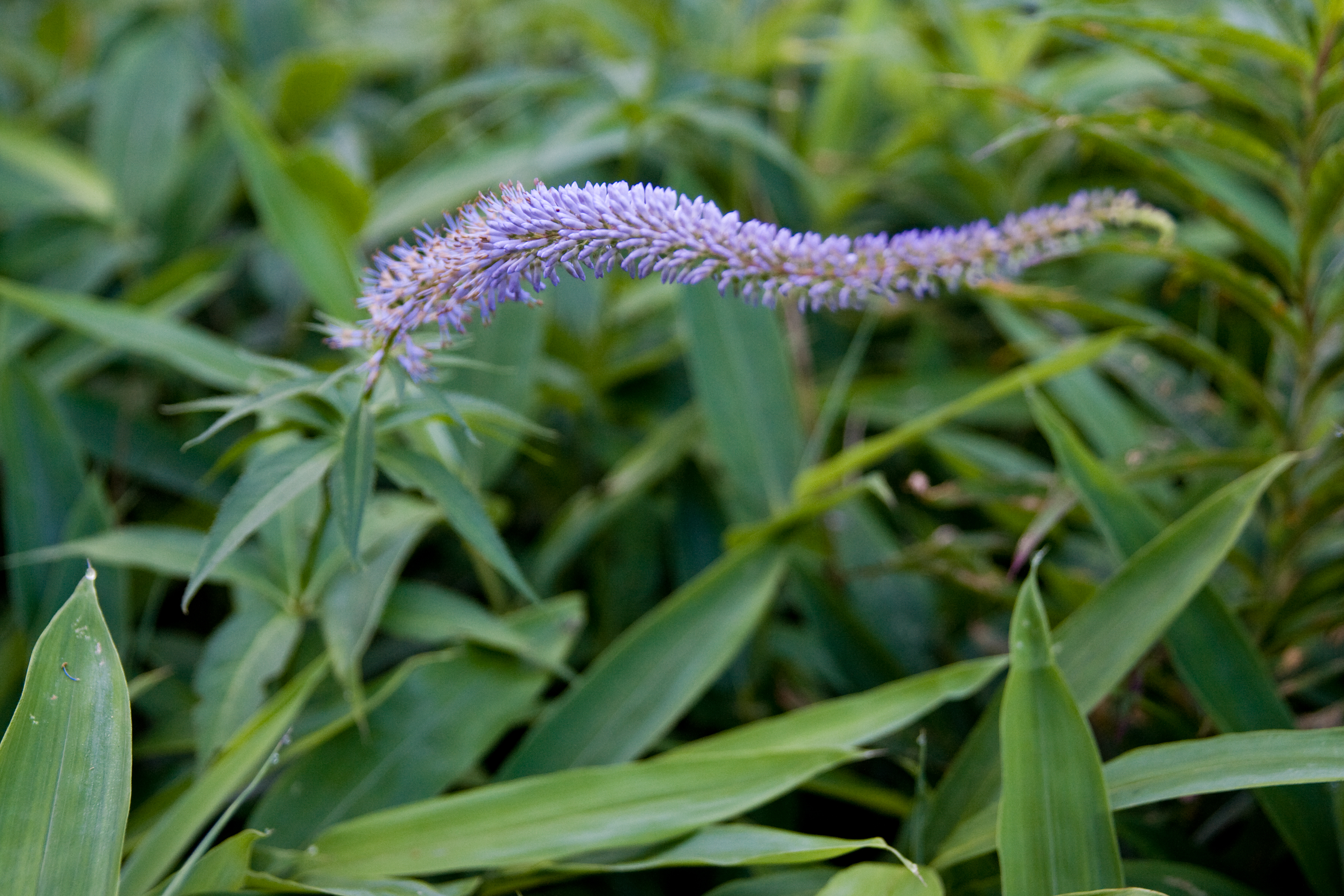
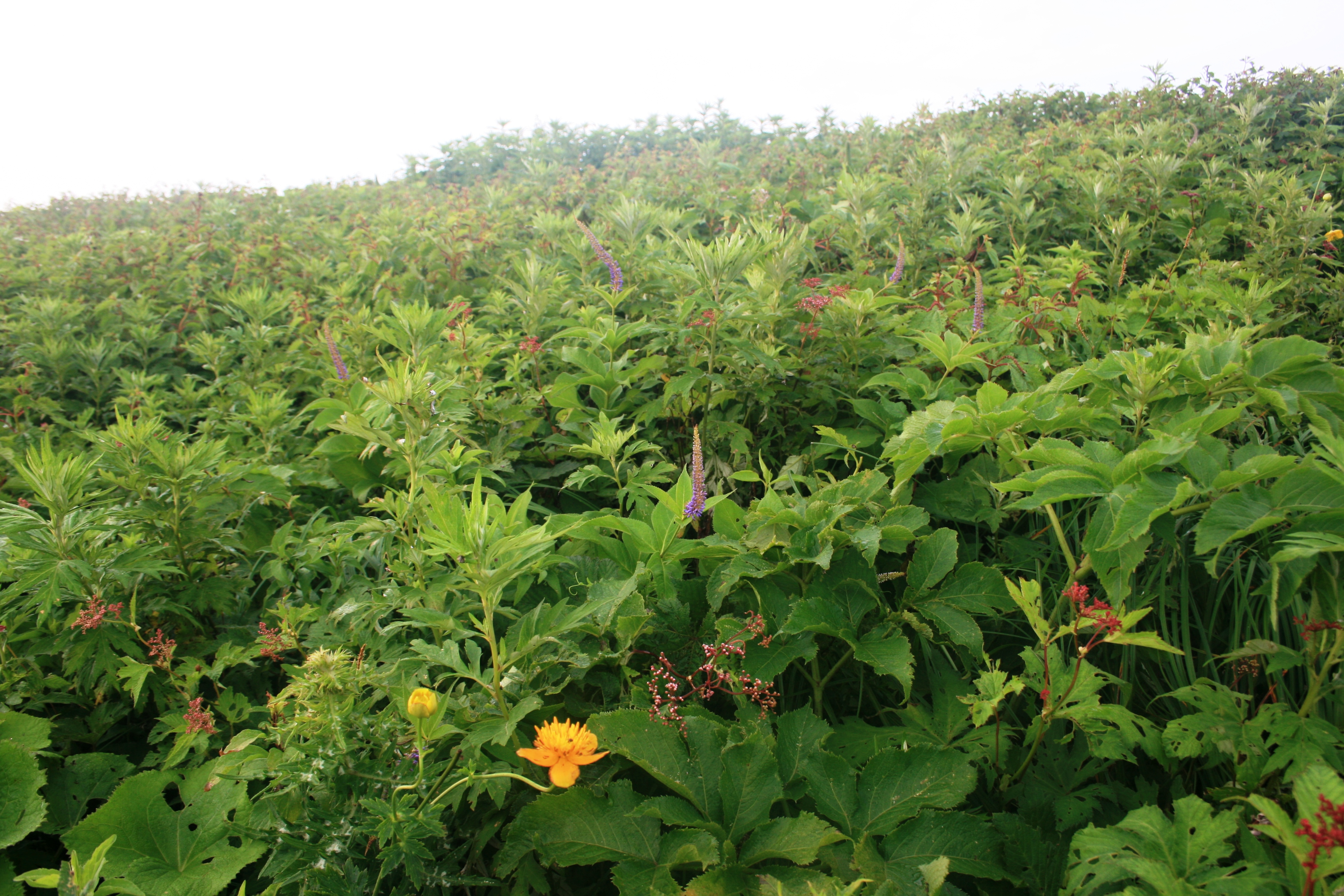